# Oropus basalis
Oropus basalis är en skalbaggsart som beskrevs av Thomas Casey 1908. Oropus basalis ingår i släktet Oropus och familjen kortvingar. Inga underarter finns listade i Catalogue of Life.